# حوایطه
حوایطه (به عربی: الحوایطة) یک شهرداری در الجزایر است که در استان الاغواط واقع شده‌است. حوایطه ۱٬۲۹۰ نفر جمعیت دارد.